# Соколовський Владислав Вячеславович
Соколовський Владислав Вячеславович — український правник, адвокат, керуючий партнер адвокатського об’єднання «Адвокатська компанія «Соколовський і партнери».

## Біографія
Народився 15 травня 1971 року.
Закінчив школу №7 м. Києва.
Закінчив Київський політехнічний інститут (факультет електроенергетики та автоматики) у 1995 році.
У 2000 році отримав диплом спеціаліста Київського національного університету імені Тараса Шевченка (юридичний факультет).

## Професійна діяльність
З 1995 по 1999 роки – юрист юридичної фірми «Юр-лоція».
З 1999 року – засновник і директор юридичної фірми «Правовий Захист».
У 2003 році отримав свідоцтво адвоката.
З 2005 року – керуючий партнер адвокатського об’єднання «Адвокатська компанія «Соколовський і партнери», яке спеціалізується на податковому праві та юридичній допомозі компаніям у секторі електроенергетики.

## Громадська діяльність
З 2005 року – член Всеукраїнської громадської організації «Асоціація правників України».
У 2014 та у 2016 роках обирався головою Податкового комітету Всеукраїнської громадської організації «Асоціація правників України».
З 2016 року по 2020 рік – член Правління Асоціації правників України.
З 2014 року – член Правління Асоціації податкових радників.
З 2015 по 2017 роки – член Громадської Ради при МІністерстві фінансів України.
З 2016 по 2018 роки – експерт Громадської ради при Комітеті Верховної Ради України з питань податкової та митної політики.
З 2018 року – член Правління Асоціації сонячної енергетики України.
З 2020 року – член Громадської ради при Міністерстві енергетики України.
Член Міжнародної асоціації юристів (IBA).
Член International Fiscal Association (IFA).
З 4 червня 2022 року – голова  Правління Асоціації сонячної енергетики України

## Професійне визнання
Загальнонаціональна програма «Людина року» (2014 рік) – лауреат у номінації «Юрист року».
Ukrainian Law Firms. A Handbook for Foreign Clients (з 2014 по 2021 роки) – серед відомих юристів в податковому консалтингу та податкових спорах
«Юридична премія» (2015 рік) – номінант в категорії «Юрист року з оподаткування», (2016, 2017 роки) – номінант в категорії «Юрист року з податкових спорів», (2018 рік) – переможець в номінації «Юрист року з податкових спорів», номінант в категорії «Кращий юрист з податкового консультування», (2019, 2020 роки) – номінант в категорії «Юрист року з податкового консультування», (2021 рік) – номінант в категорії «Юрист року з податкового консультування» та «Юрист року у сфері енергетики».
The Legal 500 EMEA (з 2016 року) – Leading Individual in Tax.
The Best Lawyers in Ukraine (з 2017 року) – в числі кращих юристів з податкового права, 2021 рік – юрист року з податкового права.
«Вибір клієнта. 100 найкращих юристів України» (з 2014 по 2021 роки) – у ТОП-100 український юристів, серед лідерів практики податкового права та енергетики.